# Otto Wächter
Otto Wächter, född 8 juli 1901 i Wien, död 13 juli 1949 i Rom, Italien, var en österrikisk promoverad jurist och nazistisk politiker. Han var därtill Gruppenführer och generallöjtnant i polisen. Wächter var guvernör i distriktet Krakau och senare i distriktet Galizien, bägge belägna i Generalguvernementet. Wächter spelade en betydelsefull roll för förintelsen i Polen.

## Biografi
Sina första år tillbringade Otto Wächter i Wien, innan hans familj flyttade till Trieste.
Wächter studerade rättsvetenskap och promoverades till juris doktor vid Wiens universitet 1924 och verkade därefter som advokat. Mellan 1919 och 1922 ingick han i frikåren Deutsche Wehr i Wien och från 1923 var han medlem i SA. Wächter blev 1930 medlem i Nationalsocialistiska tyska arbetarepartiet (NSDAP) och den 1 januari 1932 i det illegala Schutzstaffel (SS). Han spelade en ledande roll i julikuppen år 1934, då förbundskansler Engelbert Dollfuss mördades. Själva kuppförsöket misslyckades och Wächter flydde till Tyskland.

### Andra världskriget
Den 1 september 1939 anföll Tyskland sin östra granne Polen och andra världskriget utbröt. I slutet av oktober inrättades Generalguvernementet, det polska territorium som lades under tysk ockupation. I november 1939 utnämndes Wächter till guvernör i distriktet Krakau. Från januari 1942 till september 1944 innehade han motsvarande post i distriktet Galizien. Som guvernör var Wächter inblandad i massdeportationener av polska judar.
Efter att ha lämnat sin guvernörspost i Galizien fick Wächter i uppdrag att leda den militära administrationen i Italien under den befullmäktigade generalen Karl Wolff. Då krigsförhållandena för Tysklands del för var dag försämrades, uppdrog Reichsführer-SS Heinrich Himmler åt Wächter att föra samman Ryska befrielsearmén under Andrej Vlasov och Ukrainska nationalarmén. Den senare inbegrep 1. Ukrainska divisionen, tidigare benämnd 14. Waffen-Grenadier-Division der SS (galizische Nr. 1), vilken Wächter hade grundat 1943.
Efter Tysklands kapitulation i maj 1945 gick Wächter under jorden och höll sig gömd, innan han i april 1949 ankom till Rom. Han ådrog sig gulsot efter att ha simmat i Tiberns förorenade vatten och avled av leptospiros i juli 1949.

## Befordringshistorik
Otto Wächters befordringshistorik
- SS-Untersturmführer: 10 mars 1935
- SS-Obersturmführer: 1 juni 1935
- SS-Hauptsturmführer: 9 november 1935
- SS-Sturmbannführer: 20 april 1936
- SS-Obersturmbannführer: 30 januari 1937
- SS-Standartenführer: 30 januari 1938
- SS-Oberführer:
- SS-Brigadeführer: 9 november 1939
- SS-Gruppenführer und General der Polizei: 16 maj 1944

## Utmärkelser
Otto Wächters utmärkelser
- Tyska korset i silver: 17 februari 1945
- Järnkorset av andra klassen
- Krigsförtjänstkorset av första klassen utan svärd
- Krigsförtjänstkorset av andra klassen utan svärd
- Anschlussmedaljen (Medaille zur Erinnerung an den 13. Mar. 1938)
- NSDAP:s partitecken i guld
- SA:s idrottsutmärkelse i brons
- SS Hederssvärd
- SS-Ehrenring (Totenkopfring)